# 溫布利中央站
溫布利中央站（英語：Wembley Central station）是倫敦西北溫布利的轉乘站，設有倫敦地鐵貝克盧線、倫敦地上鐵、倫敦米德蘭及南方鐵路服務。車站位於東西向的高路上。車站服務溫布利球場和鄰近的溫布利體育館。

## 歷史
- 1837年7月20日：倫敦及伯明翰鐵路（英语：London and Birmingham Railway）通車。
- 1842年：以「薩德伯里」啟用。
- 1882年5月1日：改名「薩德伯里及溫布利」（Sudbury & Wembley）。
- 1910年11月1日：改名「薩德伯里的溫布利」（Wembley for Sudbury），配合倫敦及西北鐵路新線的興建。
- 1917年4月16日：貝克盧線開始使用新線服務。
- 1936年：地面大樓與購物拱廊重建。
- 1948年：為準備在溫布利球場舉辦奧運進行更多工作。
- 1948年7月5日：改名「溫布利中央」。
- 1965年：車站廣場興建了2.5英畝的混凝土筏，由Ravenseft Properties Limited負責（參見斯特拉特福德中心（英语：Stratford Centre）），提供最大的配置[3]。
- 1982年9月24日：貝克盧線服務中止。
- 1984年6月4日：貝克盧線服務恢復。
- 2007年11月：車站管理權由銀連轉移至倫敦地鐵。
- 2008年6月：1936/1948年的地面大樓拆除重建。
- 2009年2月：南方鐵路來往密爾頓·基恩斯中央（英语：Milton Keynes Central）和東克羅伊登（英语：East Croydon）服務開始停靠（週一至週六日間每小時）。
- 2014年12月：倫敦米德蘭引入來往尤斯頓和特靈（英语：Tring railway station）服務（週一至週六日間每小時）。

## 意外事件
- 1940年10月13日，一列快速乘客列車在與路線上的手推車相撞後脫軌，造成一定死傷[4]。
- 1984年，一列乘客列車衝越信號燈並與一列貨運列車相撞，造成三人死亡[5]。

## 服務
截至2022年12月，典型週一至週六離峰時段服務如下：
貝克盧線
- 每小時4班列車前往象堡
- 每小時4班列車前往哈羅及威爾德斯通

倫敦地上鐵
- 每小時4班列車前往倫敦尤斯頓
- 每小時4班列車前往沃特福德交匯

南方
- 每小時1班列車前往東克羅伊登（英语：East Croydon railway station）
- 每小時1班列車前往密爾頓·基恩斯中央（英语：Milton Keynes Central railway station）

溫布利中央站看起來像地下車站，因為高路（主入口的位置，最近被1940年代購物拱廊擋住）的位置較高，而車站廣場興建時筏下方的月台是密封的，事實上大致位於甚至高於地面，並被英國鐵路在1960年代西岸主線電氣化時重建成現在的樣子。此站是尤斯頓以外第一個設有3對軌道的車站，另外此站結合密封空間和3-6號月台（主線月台）高速通過的列車造成風洞效應，有可能對乘客造成危險。
因此，主線月台（南方、倫敦米德蘭以及溫布利球場額外服務）在日間大部分時間被鎖上，南方鐵路列車到站前5分鐘才准進入5號和6號月台（位於慢主線）。下車乘客必須前往月台末端，並有職員帶領他們離開車門。往這些月台的閘門只在列車即將到達前5分鐘才會打開。
車站在2006年現代化並加入了額外安全標準。
當溫布利球場舉辦活動時，所有倫敦米德蘭服務停靠此站5號和6號月台。維珍列車服務在列車太長無法停靠月台時出現。因此，這些服務會在沃特福德交匯或密爾頓·基恩斯額外停靠，以便乘客轉乘倫敦米德蘭或南方鐵路服務。
快速倫敦米德蘭服務使用5號和6號月台，通常都比月台長。因此當列車長於6節時，下車乘客只可在前4節下車。英國交通警察長官在比賽日子保持高度存在，尤其在此站和所有列車服務上。

## 車站工程
車站近倫敦一端的行人天橋在2006年末完工，由C Spencer Ltd土木工程師興建，以承載活動日額外的流量來往鄰近的溫布利球場，而一般情況則使用「郊區」一端的月台。這意味着這條橋一般情況下時關閉和鎖上的，只在球場開放時開放。
其他工程包括1號和2號月台的重鋪地面，並安裝彎鋼包層面板，同樣由合約者C Spencer Ltd完成。車站的職員亦翻新了老舊的設施和安裝了新的公共廁所。
2011－12年，車站改建成無障礙通行以準備奧運。車站入口和1、2號月台首次提供一條無障礙通道，並安裝了兩部新升降機和輪椅爬樓車。廁所也被翻新以符合無障礙通行。兩個月台亦有延長，整個改善工程耗資250萬英鎊。

## 再開發
2008年6月，布倫特區計劃將此站拆除重建，作為溫布利中央廣場計劃的一部分，由St. Modwen建築公司建築（雖然計劃包括新住宅、商店和開放空間）。

## 接駁交通

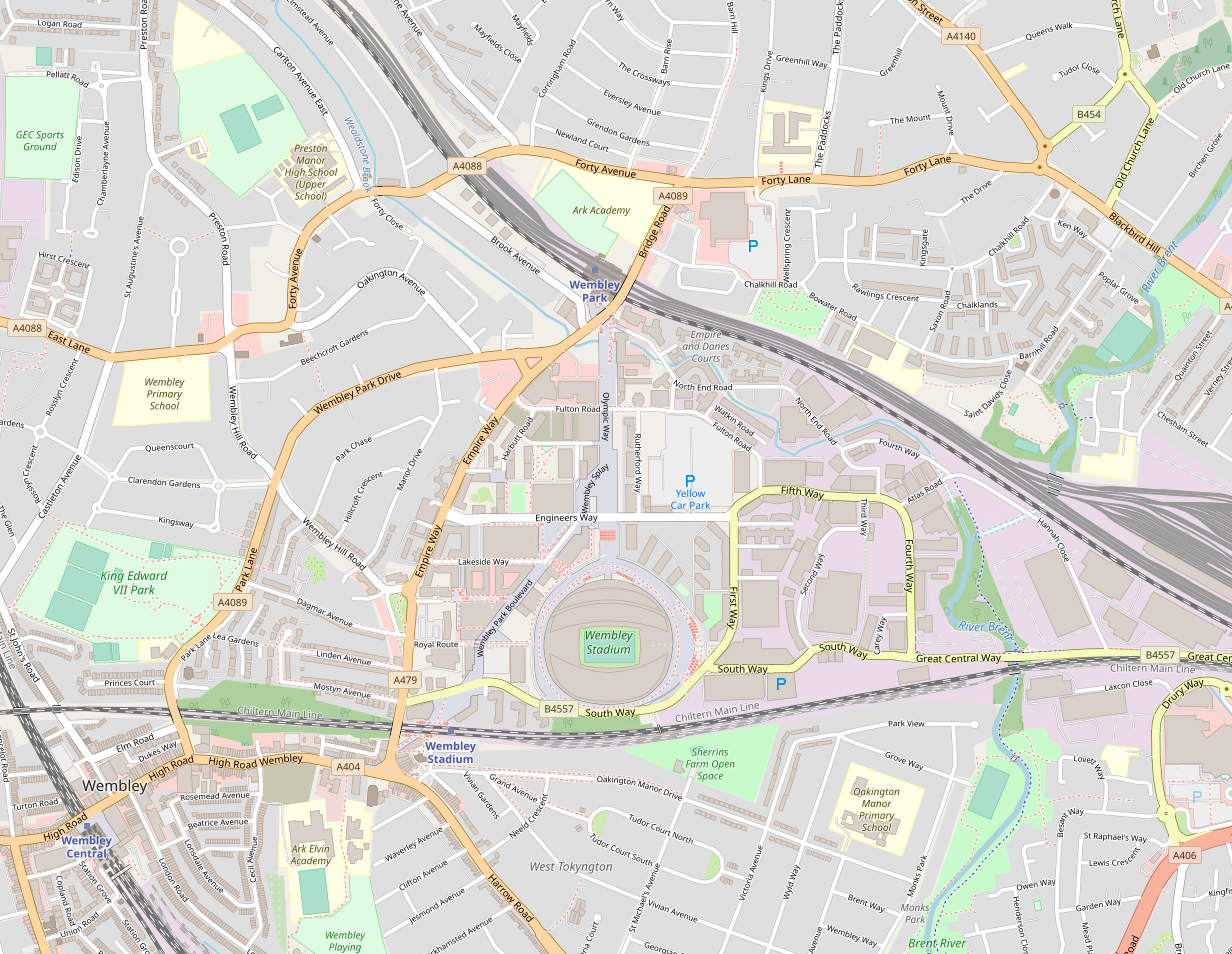
溫布利球場地圖，包括奧運路 (倫敦)、溫布利中央、溫布利球場站和溫布利公園車站，以及北環路 (倫敦)（A406）（右下方）

倫敦巴士18、79、83、92、182、204、223、224、297、483、H17路和夜間路線N18、N83路服務此站。

## 外部連結
- 列车时刻表及车站信息：溫布利中央站，来自英国铁路官方网站